# Schoenoplectus carinatus
Schoenoplectus carinatus là loài thực vật có hoa trong họ Cói. Loài này được (Sm.) Palla miêu tả khoa học đầu tiên năm 1888.